# 63-тя піхотна дивізія (Третій Рейх)
63-тя піхотна дивізія (Третій Рейх) (нім. 63. Infanterie-Division) — піхотна дивізія Вермахту, що мала бути розгорнута наприкінці Другої світової війни, проте, плани щодо її розгортання на практиці реалізовані не були.

## Історія
63-тя піхотна дивізія планувалася командування Сухопутних військ Вермахту до розгортання з 12 квітня 1945, проте, так й не була сформована.